# Alfa Romeo 145

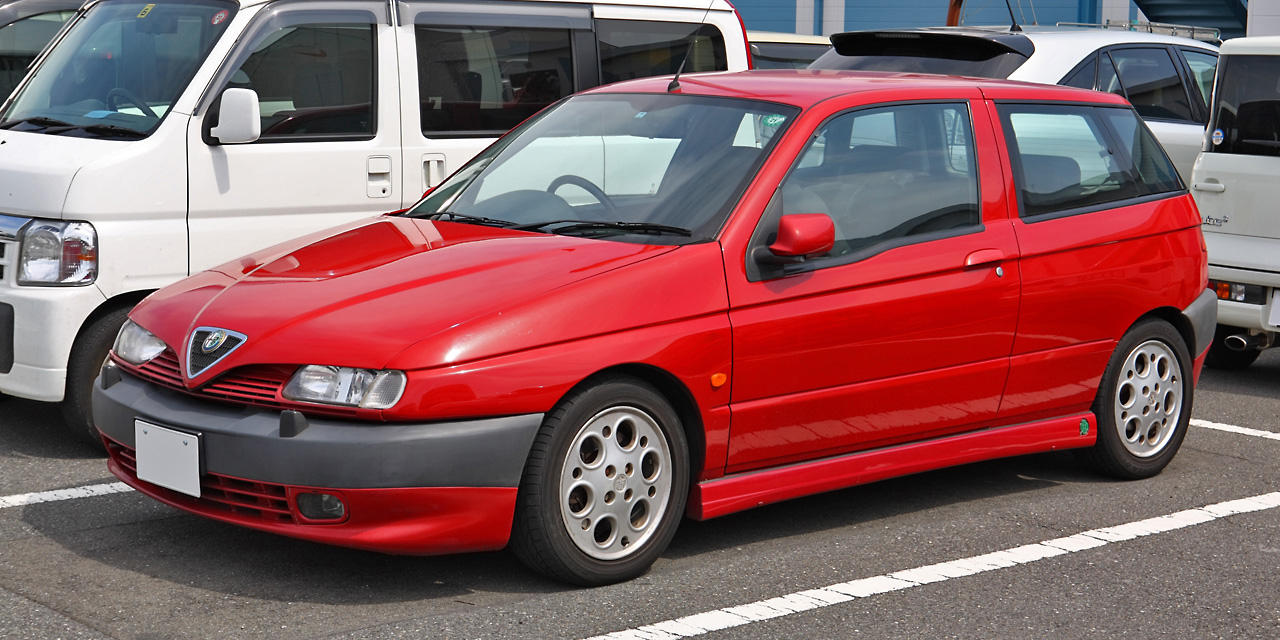
Vooraanzicht Alfa Romeo 145 Quadrifoglio Verde Twin Spark

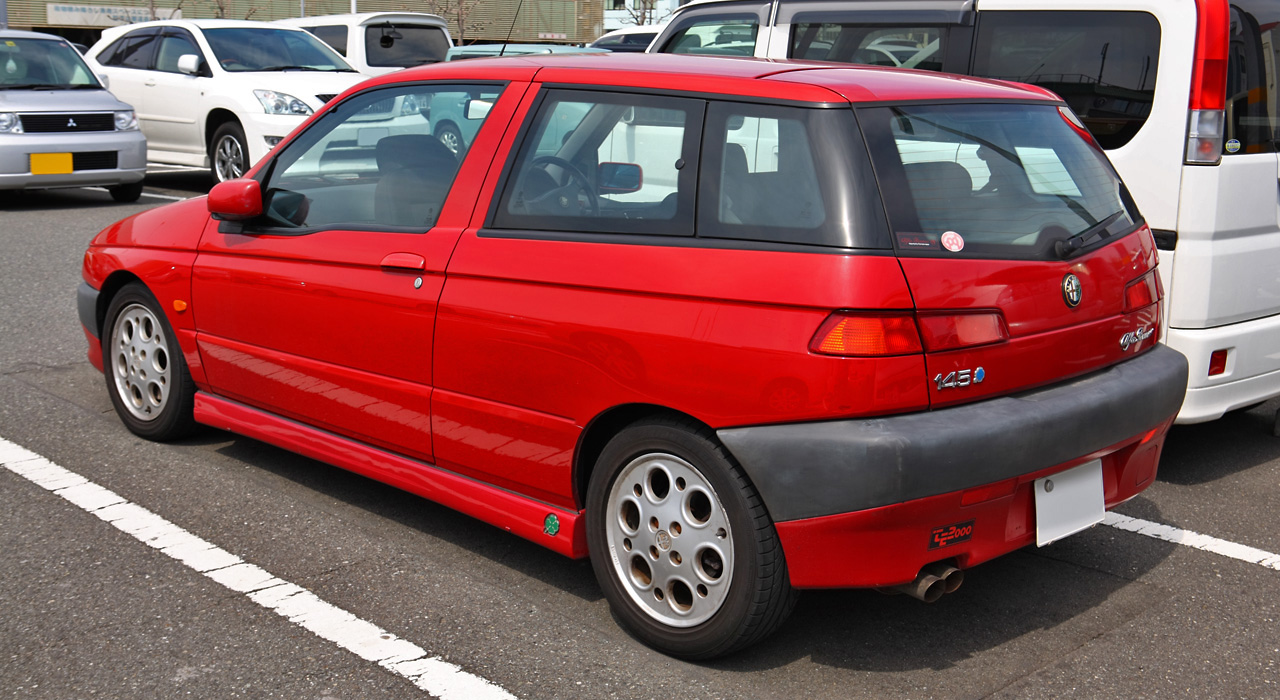
Achteraanzicht Alfa Romeo 145 Quadrifoglio Verde Twin Spark

De Alfa Romeo 145 is een compacte wagen van het Italiaanse automerk Alfa Romeo, gebouwd tussen 1994 en 2001. De Alfa Romeo 146 is technisch geheel identiek aan de 145, maar heeft een andere carrosserie.

## Alfa Romeo 145
De Alfa Romeo 145 werd midden 1994 geïntroduceerd, als opvolger van de Alfa Romeo 33. De vormgeving van de 145 werd geschetst door Walter de'Silva in Alfa Romeo's eigen Centro Stile, waarbij excentrieke katachtige lijnen het front sieren en de karakteristieke V in de achterruit (ontwerp Zapatinas) het achteraanzicht bepaalde. De bodemsectie van de 145 was gebaseerd op de bodemplaat van de Alfa Romeo 155 en Fiat Tempra / Fiat Tipo.

## 1994 - 1997
In de jaren 1994 tot en met begin 1997 werden boxermotoren gebruikt. Het betrof hier de 1.4 IE, de 1.6 IE en de 1.7 16v die eerder in de Alfa Romeo 33 waren toegepast. Ze werden wel op emissienormen aangepast. De 145 was echter vanaf het begin ontwikkeld met het idee dat behalve boxermotoren ook lijnmotoren zouden kunnen worden ingebouwd. Kort nadat de Alfa Romeo 145 leverbaar was, kwamen de 1.9TD en de 2.0QV in het gamma (1995). De 1.9TD was dezelfde motor als de 2.0TD uit de Alfa Romeo 155 en de 2.0QV betrof de motor uit de 155 2.0 TS 16v. Het verschil in naamgeving van de turbodiesel is naar alle waarschijnlijkheid puur op bedrijfspolitiek terug te voeren. Het grotere model 155 zou marketingtechnisch met een grotere motor uitgerust moeten zijn dan de kleinere 145. Tevens werd in het buitenland de 145 1.4 IE ook wel verkocht onder de noemer 1.3 IE. Dit is terug te voeren op het Italiaanse belastingstelsel dat grotere motoren zwaarder belast. Bij zowel de turbodiesel als bij Alfa's kleinste boxermotor gaat het om dezelfde motoren.
In het jaar 1995 kwam de Alfa Romeo 146 uit. Deze was technisch geheel identiek aan de 145 maar had een andere carrosserie, met vijf portieren in plaats van drie.

### Geleverde motoren
Benzine
| Type       | Motor     | Motor     | Motor   | Vermogen | Koppel | 0-100 km/h | Topsnelheid | Jaartal     |
| Type       | Inhoud    | Cilinders | Kleppen | Vermogen | Koppel | 0-100 km/h | Topsnelheid | Jaartal     |
| ---------- | --------- | --------- | ------- | -------- | ------ | ---------- | ----------- | ----------- |
| 1.4 i.e.   | 1.351 cm³ | 4-boxer   | 8V      | 90 pk    | 115 Nm | 12,5 s     | 178 km/h    | 1994 - 1997 |
| 1.6 i.e.   | 1.596 cm³ | 4-boxer   | 8V      | 103 pk   | 134 Nm | 11,0 s     | 185 km/h    | 1994 - 1997 |
| 1.7 16V    | 1.712 cm³ | 4-boxer   | 16V     | 129 pk   | 148 Nm | 9,8 s      | 200 km/h    | 1994 - 1996 |
| 2.0 QV 16V | 1.970 cm³ | 4-in-lijn | 16V     | 150 pk   | 187 Nm | 8,4 s      | 210 km/h    | 1995 - 1997 |

Diesel
| Type   | Motor     | Motor     | Motor   | Vermogen | Koppel | 0-100 km/h | Topsnelheid | Jaartal     |
| Type   | Inhoud    | Cilinders | Kleppen | Vermogen | Koppel | 0-100 km/h | Topsnelheid | Jaartal     |
| ------ | --------- | --------- | ------- | -------- | ------ | ---------- | ----------- | ----------- |
| 1.9 TD | 1.929 cm³ | 4-in-lijn | 8V      | 90 pk    | 186 Nm | 12,0 s     | 178 km/h    | 1995 - 1997 |

## 1997 - 1999
In het jaar 1997 werden de boxermotoren vervangen door een nieuwe generatie van 4-in-lijn Twin Spark-motoren. Deze motoren waren gebaseerd op de Twin Spark-motoren zoals toegepast in de Alfa Romeo 155.
Naast de 1.6 16V TS en 1.8 16V TS, werd voor de Alfa 145/146 ook nog een 1.4 16V TS versie toegevoegd. De 2.0 TS QV bleef in het gamma. Met het vervangen van de boxermotoren werd deze motorenlijn na meer dan twintig jaar beëindigd, en verdween het specifieke geluid dat de Sud, de 33 en de 145 / 146 karakteriseerde. De Twin Spark-motoren waren opnieuw een op-en-top Alfa Romeo motorconfiguratie, de 4-in-lijn met dubbele bovenliggende nokkenassen, zestien kleppen en twee bougies. 

### Geleverde motoren
Benzine
| Type            | Motor     | Motor     | Motor   | Vermogen | Koppel | 0-100 km/h | Topsnelheid | Jaartal     |
| Type            | Inhoud    | Cilinders | Kleppen | Vermogen | Koppel | 0-100 km/h | Topsnelheid | Jaartal     |
| --------------- | --------- | --------- | ------- | -------- | ------ | ---------- | ----------- | ----------- |
| 1.4 T.S. 16V    | 1.370 cm³ | 4-in-lijn | 16V     | 103 pk   | 124 Nm | 11,2 s     | 185 km/h    | 1997 - 1999 |
| 1.6 T.S. 16V    | 1.598 cm³ | 4-in-lijn | 16V     | 120 pk   | 144 Nm | 10,2 s     | 195 km/h    | 1997 - 1999 |
| 1.8 T.S. 16V    | 1.747 cm³ | 4-in-lijn | 16V     | 140 pk   | 165 Nm | 9,1 s      | 207 km/h    | 1997 - 1998 |
| 1.8 T.S. 16V    | 1.747 cm³ | 4-in-lijn | 16V     | 144 pk   | 169 Nm | 9,1 s      | 207 km/h    | 1998 - 1999 |
| 2.0 T.S. QV 16V | 1.970 cm³ | 4-in-lijn | 16V     | 150 pk   | 187 Nm | 8,4 s      | 210 km/h    | 1997 - 1998 |
| 2.0 T.S. QV 16V | 1.970 cm³ | 4-in-lijn | 16V     | 155 pk   | 187 Nm | 8,3 s      | 210 km/h    | 1998 - 1999 |

Diesel
| Type   | Motor     | Motor     | Motor   | Vermogen | Koppel | 0-100 km/h | Topsnelheid | Jaartal     |
| Type   | Inhoud    | Cilinders | Kleppen | Vermogen | Koppel | 0-100 km/h | Topsnelheid | Jaartal     |
| ------ | --------- | --------- | ------- | -------- | ------ | ---------- | ----------- | ----------- |
| 2.0 TD | 1.929 cm³ | 4-in-lijn | 8V      | 90 pk    | 186 Nm | 12,0 s     | 178 km/h    | 1997 - 1999 |

## Opvolging
Eind jaren 90 werd bekend dat de Alfa Romeo 145 spoedig opgevolgd zou worden door een nieuw model. Om de slag met zijn concurrentie aan te kunnen gaan tot de komst van dit nieuwe model, kreeg de 145 een lichte facelift en een aantal wijzigingen: andere bumpers, nieuwe injectiesystemen en een aantal retro-elementen (conform de grotere broer, de Alfa Romeo 156, die inmiddels de 155 had opgevolgd).
Eind september 2000 werd de productie van de 145 stopgezet en in november 2000 vond haar opvolger, de Alfa Romeo 147 haar weg naar de showroom. De 147 deelt stylingskenmerken met de Alfa Romeo 156 en 166 en wordt gebouwd in zowel drie- als vijfdeurs.

### Geleverde motoren
Benzine
| Type         | Motor     | Motor     | Motor   | Vermogen | Koppel | 0-100 km/h | Topsnelheid | Jaartal     |
| Type         | Inhoud    | Cilinders | Kleppen | Vermogen | Koppel | 0-100 km/h | Topsnelheid | Jaartal     |
| ------------ | --------- | --------- | ------- | -------- | ------ | ---------- | ----------- | ----------- |
| 1.4 T.S. 16V | 1.370 cm³ | 4-in-lijn | 16V     | 103 pk   | 124 Nm | 11,2 s     | 185 km/h    | 1999 - 2000 |
| 1.6 T.S. 16V | 1.598 cm³ | 4-in-lijn | 16V     | 120 pk   | 144 Nm | 10,2 s     | 195 km/h    | 1999 - 2000 |
| 1.8 T.S. 16V | 1.747 cm³ | 4-in-lijn | 16V     | 144 pk   | 169 Nm | 9,1 s      | 207 km/h    | 1999 - 2000 |
| 2.0 QV 16V   | 1.970 cm³ | 4-in-lijn | 16V     | 155 pk   | 187 Nm | 8,3 s      | 211 km/h    | 1999 - 2000 |

Diesel
| Type    | Motor     | Motor     | Motor   | Vermogen | Koppel | 0-100 km/h | Topsnelheid | Jaartal     |
| Type    | Inhoud    | Cilinders | Kleppen | Vermogen | Koppel | 0-100 km/h | Topsnelheid | Jaartal     |
| ------- | --------- | --------- | ------- | -------- | ------ | ---------- | ----------- | ----------- |
| 1.9 JTD | 1.910 cm³ | 4-in-lijn | 8V      | 105 pk   | 255 Nm | 10,4 s     | 185 km/h    | 1999 - 2000 |